# Acrocercops crypsigrapha
Acrocercops crypsigrapha là một loài bướm đêm thuộc họ Gracillariidae. Nó được tìm thấy ở Myanma. Nó được miêu tả bởi Edward Meyrick năm 1930.